# 경기항공고등학교 축구단
경기항공고등학교 축구부는 경기도 광명시에 위치한 경기항공고등학교의 축구부이다. 경기항공고등학교가 운영한 축구부로 2007년에 창단 되었다. 학교 명칭이 과거 광명공업고등학교이던 시절에는 광명공업고등학교의 축구부로 활동 했었다.

## 참고 문헌
- “KFA 통합경기정보 시스템”. 대한축구협회.

## 같이 보기
- 경기항공고등학교